# Rebel Rebel
Rebel Rebel är en låt av David Bowie utgiven som singel den 15 februari 1974 och på albumet Diamond Dogs som gavs ut den 24 april 1974. 
Det var den sista hiten av Bowie inom genren glamrock och låten skrevs i slutet av 1973.[källa behövs] Det var också hans första låt sedan 1969 där Bowie själv spelade gitarr istället för Mick Ronson.[källa behövs] Låten nådde plats nummer 5 på den brittiska singellistan och nummer 64 på Billboard Hot 100.

## Medverkande artister
- "David Bowie" sång, gitarr, keyboard
- "Aynsley Dunbar" trummor
- "Herbie Flowers" bas
- "Mike Garson" piano